# Límni Keríou
Límni Keríou (Limni Keriou) är en ort i Grekland.   Den ligger i prefekturen Nomós Zakýnthou och regionen Joniska öarna, i den sydvästra delen av landet, 260 km väster om huvudstaden Aten. Límni Keríou ligger 1 meter över havet och antalet invånare är 253. Den ligger på ön Zakynthos.
Terrängen runt Límni Keríou är kuperad åt sydväst, men åt nordost är den platt. Havet är nära Límni Keríou åt sydost.  Närmaste större samhälle är Zákynthos, 12,0 km norr om Límni Keríou. I omgivningarna runt Límni Keríou växer i huvudsak blandskog.